# Andrew V. McLaglen
Andrew Victor McLaglen (Londres, 28 de julho de 1920 — Friday Harbor, 30 de agosto de 2014) foi um diretor de cinema e televisão inglês, radicado nos Estados Unidos. Um diretor prolífico no gênero faroeste onde praticamente dedicou-se em toda sua carreira, seus colaboradores frequentes eram os atores: John Wayne e James Stewart.

## Família
Filho do ator britânico Victor McLaglen e Enid Lamont, Andrew foi casado com a atriz estadunidense Veda Ann Borg, com quem teve um filho, Andrew Victor McLaglen II. Do seu segundo casamento nasceram John e Mary McLaglen.
O pai de Andrew McLaglen, Victor, tornou-se muito conhecido graças aos inúmeros filmes que fez com John Ford e John Wayne. Andrew foi assistente de direção do filme de ambos, The Quiet Man, em 1952.

## Carreira
Nascido na Inglaterra, McLaglen foi educado nos Estados Unidos, onde estudou na Universidade de Virginia. Trabalhou na Lockheed até 1944.
Em 1956 Andrew dirigiu seu primeiro filme, Gun the Man Down, um Western B com James Arness, Angie Dickinson e Harry Carey Jr.. Depois dessa experiência no cinema, ele se dedicou durante muitos anos à televisão, dirigindo para a CBS inúmeros episódios de séries que ficaram famosas.
A partir dos anos 60 Andrews retornou ao cinema, dirigindo sucessos populares no gênero western, filmes de ação e aventura.
Apesar de pouco valorizado pela crítica especializada, Andrew sempre contou em seus filmes com grandes nomes do cinema, tais como John Wayne (com quem fez cinco filmes), James Stewart, Rock Hudson, Kirk Douglas, Dean Martin, Charlton Heston e James Coburn.

## Filmografia

### Televisão
- Perry Mason
- Gunslinger
- Rawhide
- Have Gun — Will Travel (99 episódios)
- The Lieutenant
- The Virginian
- Gunsmoke (96 episódios)
- Banacek (2 episódios)
- The Log of the Black Pearl (1975, telefilme)
- Stowaway to the Moon (1975, telefilme)
- Banjo Hackett: Roamin' Free (1976, telefilme)
- Murder at the World Series (1977, telefilme)
- Trail of Danger (1978, telefilme)
- The Shadow Riders (1982, telefilme)
- Travis McGee (1983, telefilme)
- The Dirty Dozen: Next Mission (1983, telefilme)

### Cinema
- 1956: Gun the Man Down
- 1956: Man in the Vault
- 1957: The Abductors
- 1960: Freckles
- 1961: The Little Shepherd of Kingdom Come
- 1963: McLintock! (br.: Quando um homem é homem / pt: McLintock, o magnífico)
- 1965: Shenandoah (pt: O vale da honra)
- 1966: The Rare Breed (br.: Raça Brava)
- 1967: The Ballad of Josie (br: A indomável)
- 1967: Monkeys, Go Home! (pt: A Francesa e o Americano)
- 1967: The Way West (br: Desbravando o Oeste / pt: A caminho do Oregon)
- 1968: The Devil's Brigade (pt: A brigada do diabo)
- 1968: Hellfighters (pt: Gigantes do Inferno)
- 1968: Bandolero! (pt: Bandolero)
- 1969: The Undefeated (br.: Jamais foram vencidos / pt: Nunca foram vencidos)
- 1970: Chisum (pt: Chisum, o senhor do Oeste)
- 1971: One More Train to Rob (pt: O parceiro do Diabo)
- 1971: Fools' Parade
- 1971: Something Big
- 1973: Cahill U.S. Marshal (br: Cahill - O Xerife do Oeste / pt: Justiça de Cahill)
- 1975: Mitchell
- 1976: The Last Hard Men (pt: A lei do ódio)
- 1978: The Wild Geese (br.: Selvagens Cães de Guerra / pt: Os gansos selvagens)
- 1979: North Sea Hijack (br: Resgate suicida)
- 1980: The Sea Wolves (br: Espionagem em Goa / pt: Os comandos de Sua Majestade)
- 1983: Sahara
- 1989: Eye of the Widow
- 1989: Return from the River Kwai (br: Regresso do Rio Kwai / pt: Regresso ao Rio Kwai)